# Американские животные
«Американские животные» (англ. American Animals) — британо-американский фильм 2018 года в жанре криминальная драма, срежиссированный Бартом Лейтоном. Фильм основан на реальной истории ограбления библиотеки, которое произошло в Университете Трансильвании в Лексингтоне, штат Кентукки, в 2004 году.

## Сюжет
Главными героями фильма являются четыре студента, учащиеся в Университете Трансильвании в Лексингтоне. В поисках смысла своего существования и в попытке как-то изменить свою серую жизнь, они решаются на одно из самых дерзких ограблений в истории США. Они планируют украсть одну из самых дорогих книг в мире — «Птицы Америки» Джона Джеймса Одюбона.

## В ролях
- Эван Питерс — Уоррен Липка
- Барри Кеоган — Спенсер Рейнхард
- Блейк Дженнер — Чэс Аллен
- Джаред Абрахамсон — Эрик Борсук
- Удо Кир — мистер Ван Дер Хук
- Энн Дауд — Бетти Джин Гуч

## Производство
Съёмка фильма началась в Шарлотте, в Северной Каролине, в феврале 2017 года. Многие эпизоды фильма снимались на территории кампуса Дэвидсонского колледжа.

## Релиз
Премьера фильма состоялась на кинофестивале «Сандэнс» 19 января 2018 года. Права на распространение фильма были куплены двумя компаниями за 3 миллиона долларов. Фильм был выпущен 1 июня 2018.